# István Kardos (Komponist)
István Kardos (ungarisch Kardos István, * 6. Juni 1891 in Debrecen, Ungarn; † 22. Dezember 1975 in Budapest) war ein ungarischer Komponist, Dirigent, Gesangspädagoge, Pianist und Jazz-Musiker.

## Leben und Laufbahn

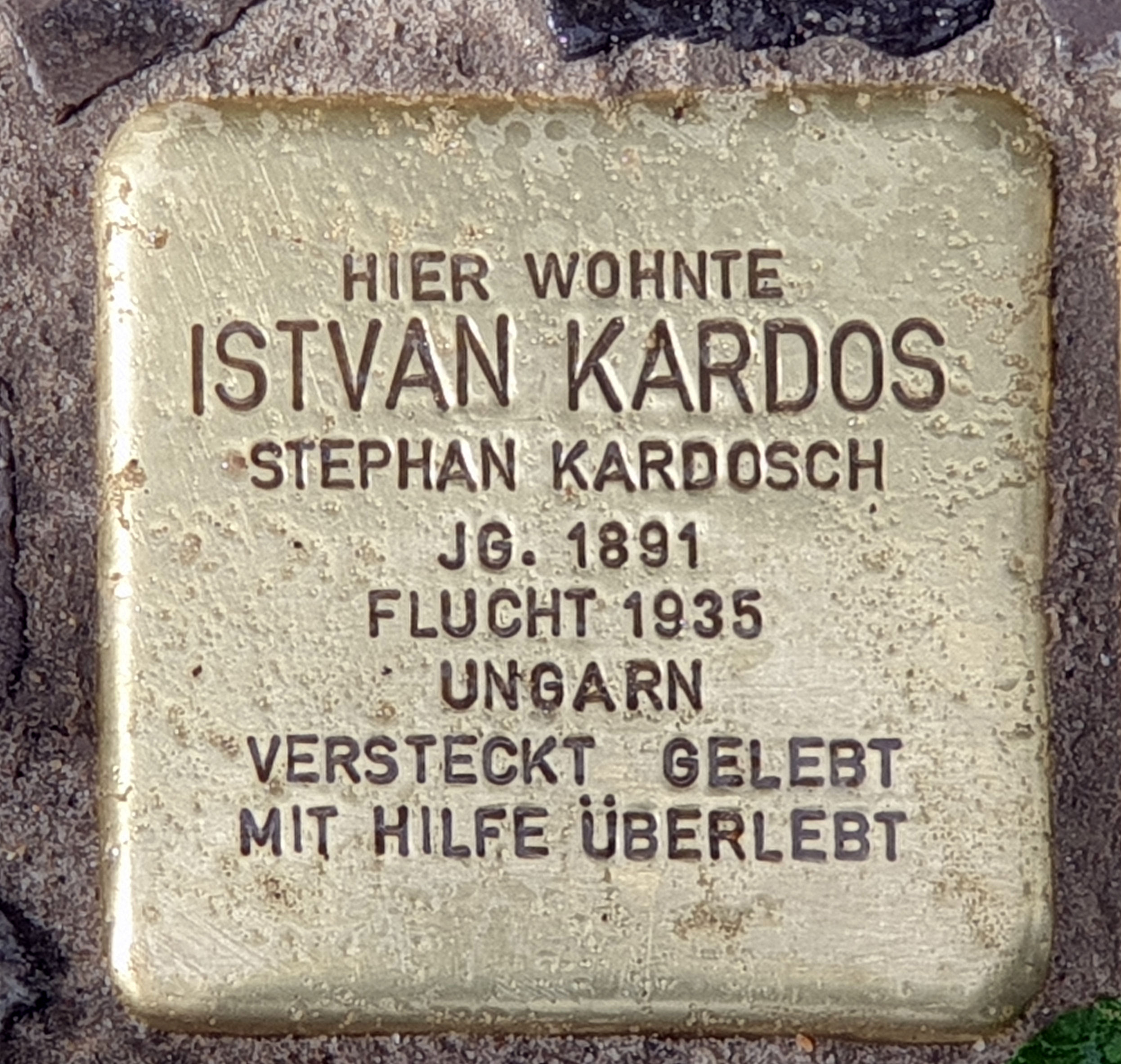
Stolperstein am Haus, Nürnberger Straße 3, in Berlin-Charlottenburg

Er wurde als eines von sechs Kindern des Rechtsanwalts und Publizisten Samuel Katz Kardos (1857–1924) und seiner Frau Malvina geborene Engländer (1863–1943) geboren. Er studierte an der Franz-Liszt-Musikakademie in Budapest als Schüler von Viktor von Herzfeld Kompositionslehre und Chordirigieren, absolvierte aber auch ein Jurastudium. Nach seinem Studium arbeitete er als Konzertpianist, wobei er sowohl Sänger begleitete als auch eigene Kompositionen vortrug, sowie als Kapellmeister an Theatern in Budapest und Bern. 1922 heiratete er die Opernsängerin Olga Váradi. Im deutschen Sprachraum trat er unter dem Namen Stephan Kardosch auf.
Ende 1929 übernahm er von seinem Landsmann Pál Abel in Berlin die musikalische Leitung des Abel-Quartetts, das nunmehr unter dem Namen Five Songs auftrat. Im Mai 1932 gründete Kardos seine eigene Gruppe, die Kardosch-Sänger. Erste Plattenaufnahmen der Gruppe entstanden im August 1932 in Berlin mit dem Tanzorchester Hans Schindler für Telefunken. Kardos war jüdischer Herkunft, konvertierte aber 1934 zur ungarischen Reformierten Kirche.
Mit den Kardosch-Sängern nahm er als ihr musikalischer Leiter, Arrangeur und Pianist in den nächsten drei Jahren zahlreiche Schallplatten auf und steuerte Musikeinlagen zu einigen Filmern bei. Die Kardosch-Sänger nahmen einerseits von Kardos am Klavier begleitete Stücke auf, andererseits arbeiteten sie auch mit den bekannten Orchestern der damaligen Zeit, wie z. B. Hans Bund, Hans Schindler, Barnabas von Géczy und Oscar Joost zusammen.
Im Jahr 1935 stand Kardos unter zunehmenden Druck, Mitglied der Reichsmusikkammer zu werden und den dafür benötigten Ariernachweis vorzulegen. Als er eine polizeiliche Vorladung erhielt und ihm eine 30-tägige Frist zur Vorlage des Ariernachweises gegeben wurde, flohen er und seine Frau im November 1935 aus Berlin.
Sie gingen nach Budapest zurück, wo István Kardos zeitweise ein Gesangsquartett leitete, das auch mindestens eine Schallplatte aufnahm und an der Budapester Uraufführung von Paul Abrahams Operette Märchen Im Grandhotel mitwirkte.
Außerdem arbeitete Kardos weiterhin als Komponist und Theaterdirigent in Debrecen und Budapest, begleitete seine Frau und andere Sänger bei Liederabenden und gab privaten Gesangsunterricht, wobei seine Situation aufgrund der auch in Ungarn zunehmenden antisemitischen Gesetzgebung zunehmend schwieriger wurde. Im Jahr 1940/41 hatte er erneut die Leitung einer Gesangsgruppe, die unter dem Namen Kardos-Trio einige Platten mit dem Orchester Solymossy Lulu aufnahm. Ab 1940 bestanden seine Einkünfte ausschließlich aus privatem, illegalem Akkordeonunterricht. Im Juni 1944, nach der deutschen Besetzung Budapests, mussten er und seine Frau in ein sogenanntes Judenhaus ziehen, aus dem sie aber im Oktober flohen. Ab diesem Zeitpunkt bis zur Befreiung Budapests im Februar 1945 hielten sie sich mit falschen Papieren verborgen. Sie erhielten Hilfe von einem Netzwerk um die Geschwister Sándor, Piroska und Balázs Lengyel, und ihre Mutter Irén Gonda. Balász Lengyel war mit der Dichterin Ágnes Nemes Nagy verheiratet, die ebenfalls an den Rettungsaktionen beteiligt war.
Nach dem Krieg, im Januar 1950, kam es zu einem Radioauftritt, bei dem Kardos seinen ehemaligen Kollegen von den Kardosch-Sängern, den Bass Paul von Nyíri, am Klavier begleitete. Zu dieser Zeit arbeitete Kardos regelmäßig für den ungarischen Rundfunk. Nach 1945 wurde er Mitglied des Kulturausschusses in der Textilgewerkschaft und Gründungsmitglied, Mitarbeiter, und dann Vizepräsident der Gewerkschaft der Musiker.
Zwischen 1949 und 1957 war Kardos Dozent an der Musikakademie in Budapest und unterrichtete zwischen 1952 und 1963 auch an der Hochschule für Darstellende Kunst.
1952 veröffentlichte er den ersten Band seiner „Harmonika-Schule“.
Kardos schrieb Begleitmusik für das Theater, symphonische Musik, eine Oper (Mátyás diák) Chorwerke und Kammermusik, und übertrug Opernlibretti (z. B. überarbeitete er die Opern Carmen und Otello für ungarische Aufführungen) sowie Lieder und Gedichte aus verschiedenen Sprachen ins Ungarische. Zudem veröffentlichte er Artikel in Musikzeitschriften. Im Laufe seines Lebens vertonte er hunderte von Gedichten, hauptsächlich von ungarischen Lyrikern (Csokonai, Petőfi, Ady, József, Juhász, Kosztolányi, Radnóti, Tóth, Weöres und viele mehr).
1971 erhielt Kardos den Goldenen Verdienstorden Munka Érdemrend für sein Lebenswerk.
Er starb am 22. Dezember 1975. Sein Grab befindet sich auf dem Farkasréti Friedhof in Budapest.
Am 31. August 2023 sollen in der Nürnberger Straße 3 in Berlin, dem letzten Berliner Wohnort des Ehepaares, Stolpersteine für Olga und István Kardos verlegt werden.

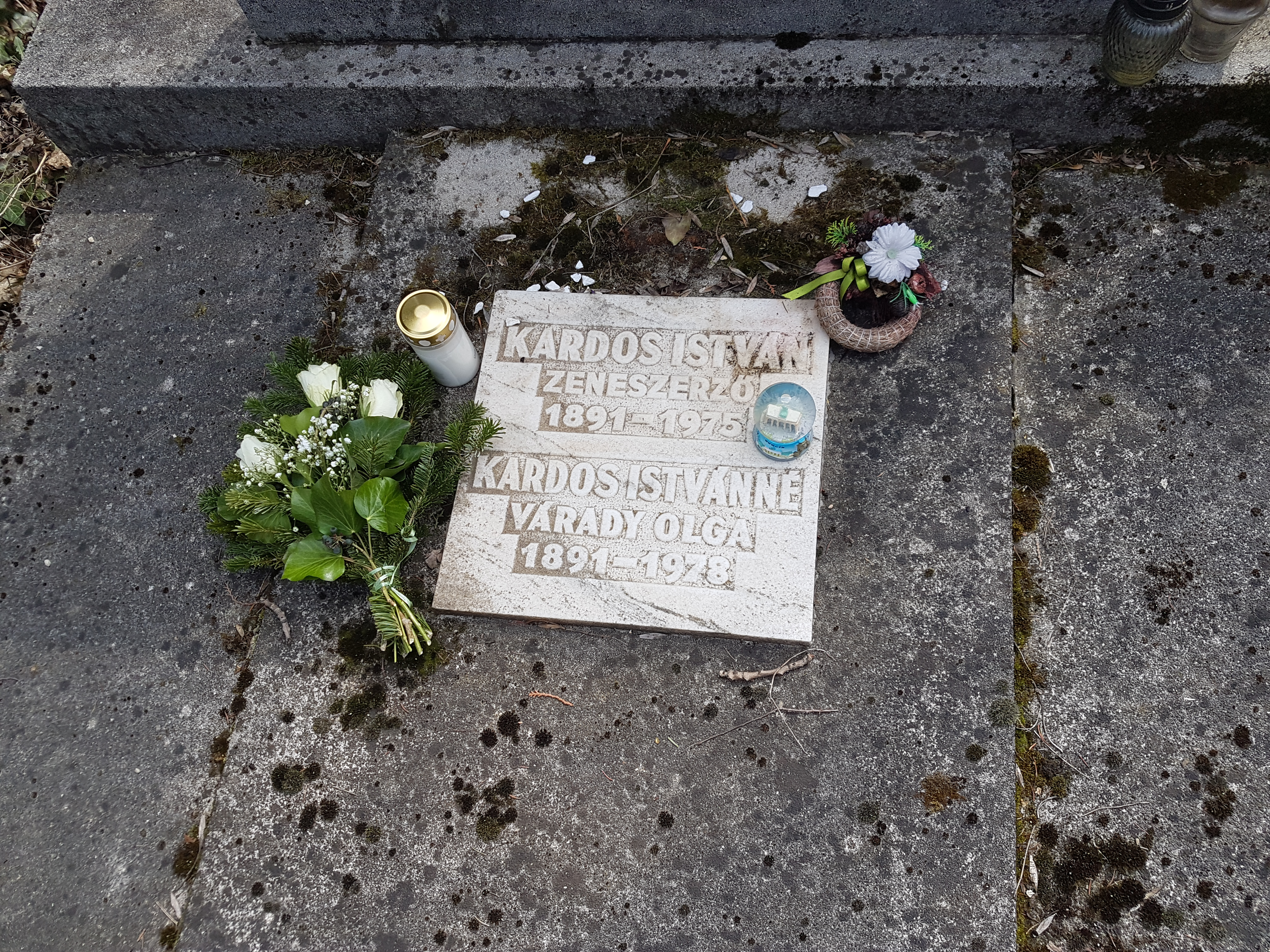
Grave of István Kardos and his wife

## Gedenken
Am 31. August 2023 wurden vor seinem ehemaligen Wohnort, Berlin-Charlottenburg, Nürnberger Straße 3, Stolpersteine für seine Frau und ihn verlegt.

## Veröffentlichungen
- Mit den Kardosch-Sängern, 1932–35
- Mit dem Kardos-Kvartett 1935/36:
  - Ho 1473 Keresek Egy Jó útitársat - Odeon A 197485
  - Ho 1474 Barcelonában - Odeon A 197485
- Mit dem Kardos-Trio begleitet vom Orchester Solymossy Lulu, 1941
  - ODK 39 Egyszer Talán Megérzi
  - ODK 40 Lánc, Lánc, Eszterlánc
  - ODK 41 Az Egész Csak Egy Szívdobogás
  - ODK 42 Nem Igaz Hogy Szeretem[9]

## Kompositionen (Auswahl)
- Mátyás diák, Oper, 1947
- Vier Sinfonien: 1919 („Új harcok“), 1958, 1965, 1968
- Sechs Streichquartette: 1917, 1925, 1951, 1960, 1967 und 1971
- Zwei Piano Concertos: 1956 und 1963
- Ünnep, sinfonische Fantasie, 1921 (Uraufführung durch das Philharmonische Orchester Budapest unter Leitung von Ernst von Dohnányi am 24. Oktober 1921)
- Klaviersonate, 1916
- Petőfi szülei, Begleitung zu einem Einakter von Árpád Tóth, 1923
- Virágsuite/Blumensuite (Uraufführung am 10. Januar 1924 durch das Budapester Kammerorchester unter Leitung von Vilmos Komor)
- Monologe, 1928
- Az ember tragédiája, Begleitmusik zur dramatischen Dichtung von Imre Madách, 1937
- Toccata con arietta e fuga, Oktober 1944
- Gályarabok, Chor, 1946
- Sonate für Kontrabass und Klavier
- Capriccio – Solo für Cello, 1958
- Heroische Ouvertüre / Hősi nyitány (Nach Willi Bredels Roman: „Dein unbekannter Bruder“), datiert 7. Mai 1958
- Divertimento für Violine und Klavier, 1959
- Wind Quintett, 1959
- 12 prelúdium
- 3 Miniatűr hárfás ötösre (Drei Miniaturen für Harfenquintett), 1962
- Bipartitum (für Fagott und Piano), 1963
- Canto tenero (für Violine und Pianoforte), 1964
- Sonate für Solo-Klarinette, 1965
- Poéma és humoreszk (Violine, Viola und Harfe)
- Poéma és burleszk (für Kontrabass und Pianoforte), 1969
- Intrada, 1968
- Poema (für Klarinette und Piano), 1969
- Scherzo Variato, Duett für Klavier und Flöte, 1970
- Grotesque (für Piccoloflöte, Violoncello und Kontrabass), 1971
- Notturno (für Flöte, Horn, Violine und Harfe), 1971
- Sextett Nr. 1 und Nr. 2 (Klavier, Streichquartett und Klarinette), 1971
- Sonate für Flöte und Pianoforte in drei Teilen, 1972
- Noa Noa (nach Gauguin), Klangbild für Streich-Trio (Viola, Violine und Violoncello), 1971
- Ciclus Antiquus, Sechs Lieder nach griechischen und römischen Texten, 1972

## Druckwerke
Harmonika Iskola, 1952
Klasszikus táncok és virtuóz-darabok harmonikára (Klassische Tänze u. virtuose Stücke f. Akkordeon), Zeneműkiadó, Budapest, 1961
Die klassische Sonatenform in Liszt’s h-moll. Musikverlag C. F. Peters, Berlin, 1972

### Audiobeispiele
Die Kardosch-Sänger, am Flügel Stephan Kardosch: Morgen will mein Schatz verreisen
Die Kardosch-Sänger mit Begleitorchester, dirigiert von Stephan Kardosch: Ade zur Guten Nacht
Die Kardosch-Sänger: Ohne Dich (Stormy Weather)
Kardos-Kvartett: Barcelonában
Piano Concerto Nr. 1: From Hungarian Radio Archives Vol. 6 (1956)